# Ahlberg
Der Ahlberg ist ein 394,6 m ü. NHN hoher bewaldeter Berg im Reinhardswald. Er liegt bei Mariendorf im nordhessischen Landkreis Kassel. Auf dem Ahlberg befinden sich Reste eines Ringwalls. Früher wurden am und im Berg Bergbau und in dem im 15. Jahrhundert wüst gefallenen Dorf Reinersen auf seinem Südwesthang Töpferei betrieben.

## Geographie

### Lage

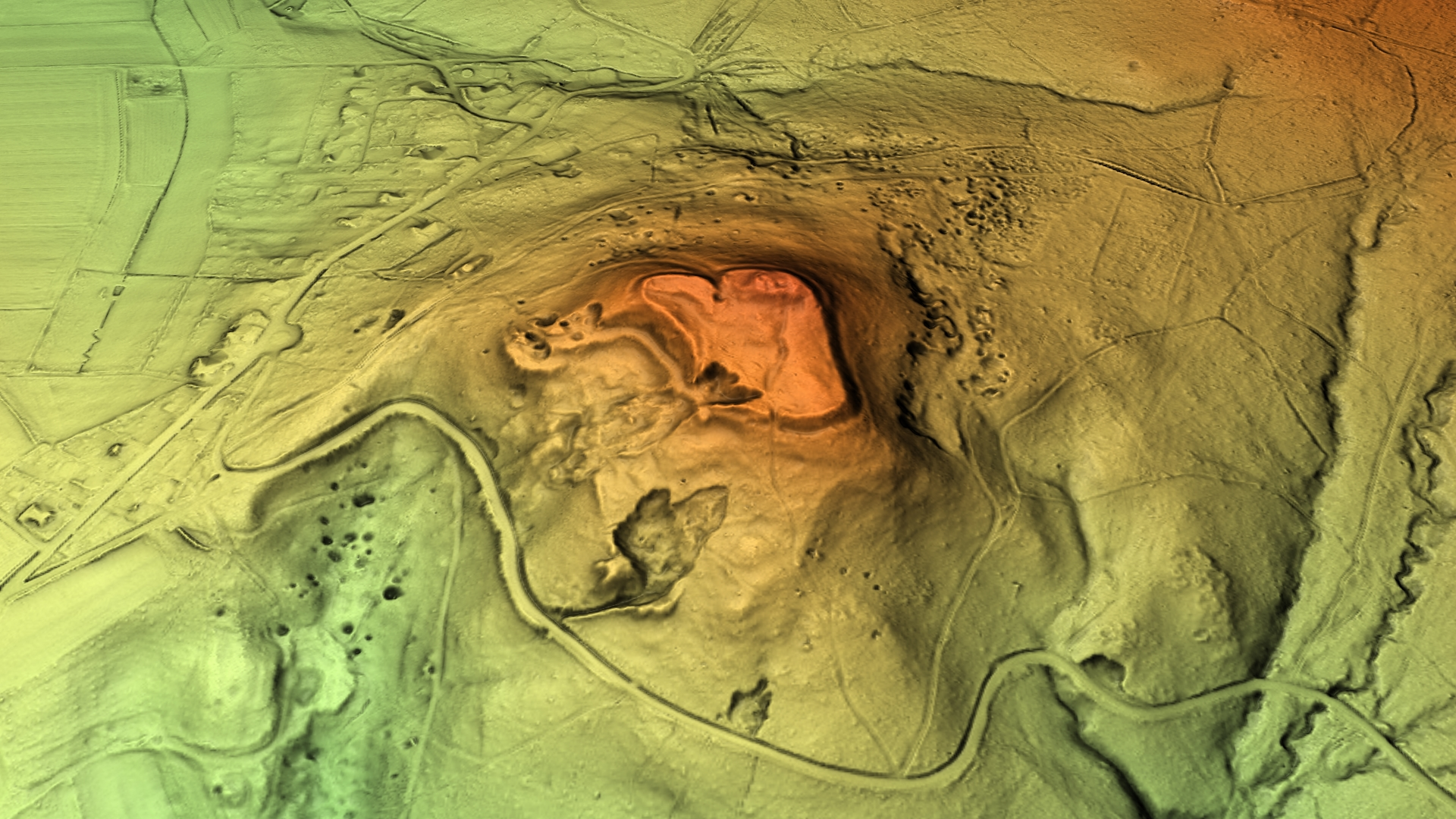
3D-Ansicht des digitalen Geländemodells

Der Ahlberg erhebt sich am Westrand des Mittelgebirges Reinhardswald. Sein Gipfel liegt rund 3,4 km nordöstlich von Immenhausen und etwa 1,3 km (jeweils Luftlinie) östlich von Mariendorf, dem nördlichsten Stadtteil von Immenhausen.
Das Plateau um seine Basaltkuppe ist 1,25 ha groß. An der Westflanke des Ahlbergs, der zum Waldgebiet des Gutsbezirks Reinhardswald gehört, liegt die kleine, zu Mariendorf gehörende Wohnsiedlung Ahlberg, wo der Lempe-Zufluss Soode entspringt. Unweit südlich vorbei am Berg verlaufen Quellbäche des Esse-Zuflusses Holzkape. Der östliche Nachbarberg ist der etwa 2,4 km entfernte Junkernkopf.

### Naturräumliche Zuordnung
Der Ahlberg gehört in der naturräumlichen Haupteinheitengruppe Weser-Leine-Bergland (Nr. 37) und in der Haupteinheit Solling, Bramwald und Reinhardswald (370) zur Untereinheit Reinhardswald (370.4). Nach Westen fällt die Landschaft in die Untereinheit Hofgeismarer Rötsenke (343.4) ab, die in der Haupteinheitengruppe Westhessisches Bergland (34) zur Haupteinheit Westhessische Senke (343) zählt.

## Kulturgeschichtliche Bedeutung
Das Areal des Ahlbergs ist besonders wegen seiner kulturgeschichtlichen Bedeutung und einer mehr als 2000-jährigen Siedlungsgeschichte bekannt. Die hier vorhandenen Naturressourcen wie Ton, Sand, Steine, Braunkohle und Holz dienten vielen Generationen in den umliegenden Dörfern als Lebensgrundlage.
Das Gipfelplateau des Ahlbergs wird von einem Ringwall mit vorgelagertem Graben umschlossen, der an der Nord- und Ostseite fast gradlinig, an der Süd- und Westseite jedoch leicht bogenförmig verläuft. An der Südwestseite befand sich früher eine Tongrube, deren Zufahrt Graben und Wall unterbricht. Einige andere muldenförmige Vertiefungen im Bereich um das Plateau sind ebenfalls auf die Tongewinnung zurückzuführen. Im Südost- und Ostverlauf sind Wall und Graben gut sichtbar erhalten.
Als ursprüngliche Substanz der heute als Wälle sichtbaren Befestigung ist Mauerwerk anzunehmen, da an einigen Stellen der Außenseite des Walls sichtbare Steine auf eine Mauerfront hindeuten. Form und Ausführung der Gräben und Wälle lassen auf Reste einer frühmittelalterlichen Befestigung schließen, die eine ältere eisenzeitliche Anlage überlagert, was Funde aus dieser Zeit bezeugen. Inmitten der frühmittelalterlichen Wehranlage wurde im Spätmittelalter an der höchsten Stelle ein Wartturm errichtet, wahrscheinlich als Pendant zur in Sichtweite befindlichen Udenhausener Warte. Vom Ahlberger Wartturm sind noch Teile eines Mauerfundaments erhalten, und Reste einer Ringmauer, die um den Turm eine Fläche mit einem Durchmesser von etwa 15 Metern umschloss, sind im Gelände erkennbar.
Am Ahlberg wurde, ähnlich wie am Gahrenberg, von 1755 mit durch Wassereinbrüchen ausgelösten Unterbrechungen bis 1925 Braunkohle unter Tage mit Hilfe eines Schrägstollens abgebaut. Davon zeugen nur noch wenige Relikte, so ein Natursteinfundament mit vier eingelassenen Gewindestangen und ein aus Ziegeln errichteter, etwa sieben Meter hoher Pfeiler als Teil des ehemaligen Rüttelwerks an der Hauptstraße der Siedlung Ahlberg. Dem Pfeiler gegenüber stand bis 1922 das alte Steigerhaus, von dem nur noch ein Fundamentrest geblieben ist, und daneben befand sich der Stollenmund.
Zu den wenigen älteren Häusern, die heute in der Siedlung Ahlberg vorhanden sind, gehört das im Jahr 1920 errichtete neue Steigerhaus, das zunächst dem preußischen Forstbeamten Heinrich Paul und seiner Familie als Wohnhaus dienen sollte. Als dieser den begonnenen Rohbau nicht zu Ende führen konnte, kaufte ihn die Gewerkschaft Ahlberg bei der Wiederaufnahme der Braunkohlenförderung ab dem Jahre 1921 und richtete hier als Ersatz für das Steigerhaus aus dem Jahr 1789 ein Wohnhaus für den Betriebsleiter der Zeche, den Steiger, ein. In dem großzügig bemessenen Gebäude kam auch die Verwaltung der Zeche unter. Bereits im Jahr 1925 wurde aufgrund erneutem Wassereinbruch der Zechenbetrieb endgültig eingestellt. Das Steigerhaus gehörte danach verschiedenen Eigentümern und diente abwechselnd als Wohn- oder Gewerbehaus, so 1926 bis 1939 als Ferienpension.

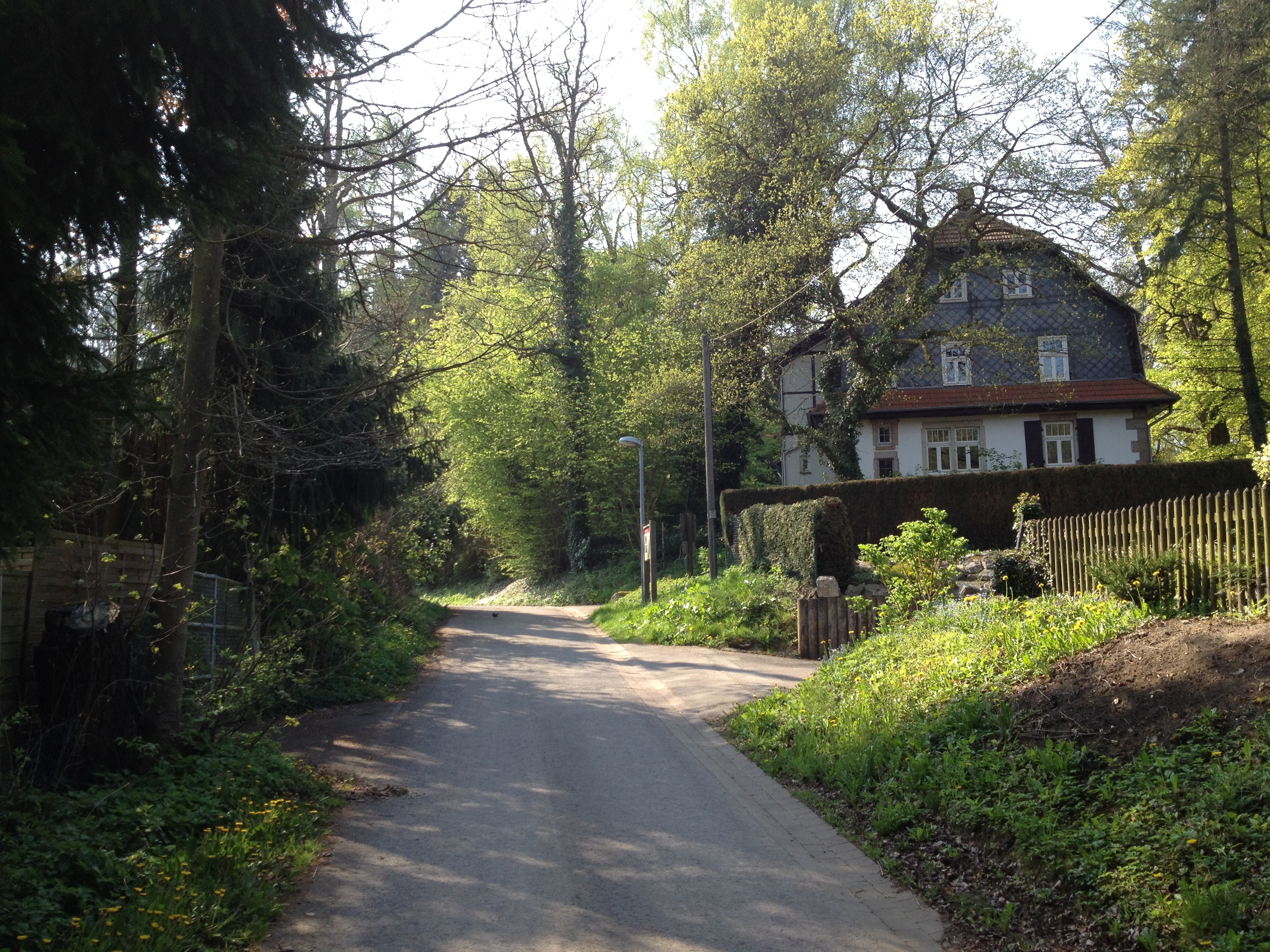
Steigerhaus
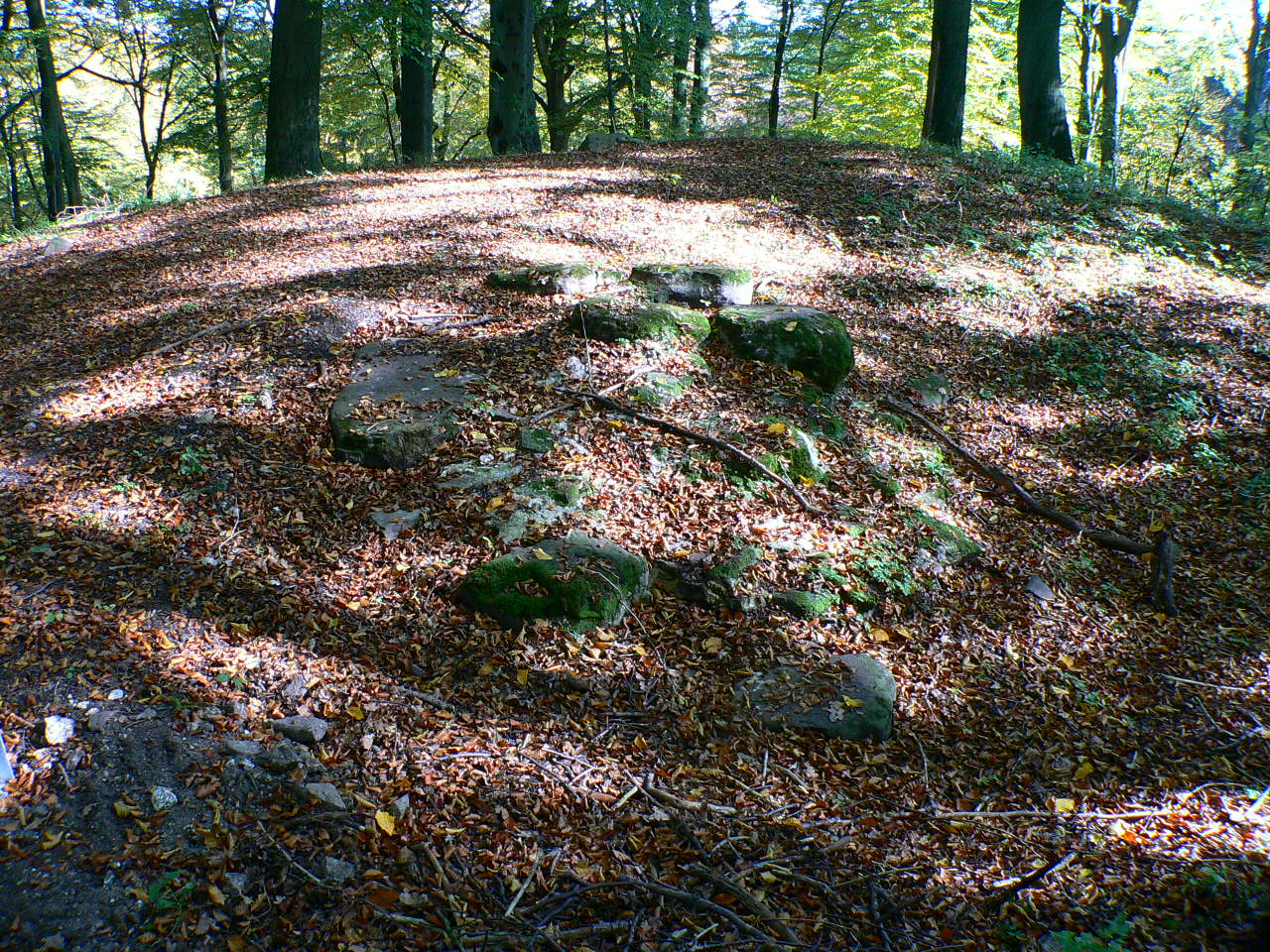
Fundamentreste: Ahlberger Wartturm
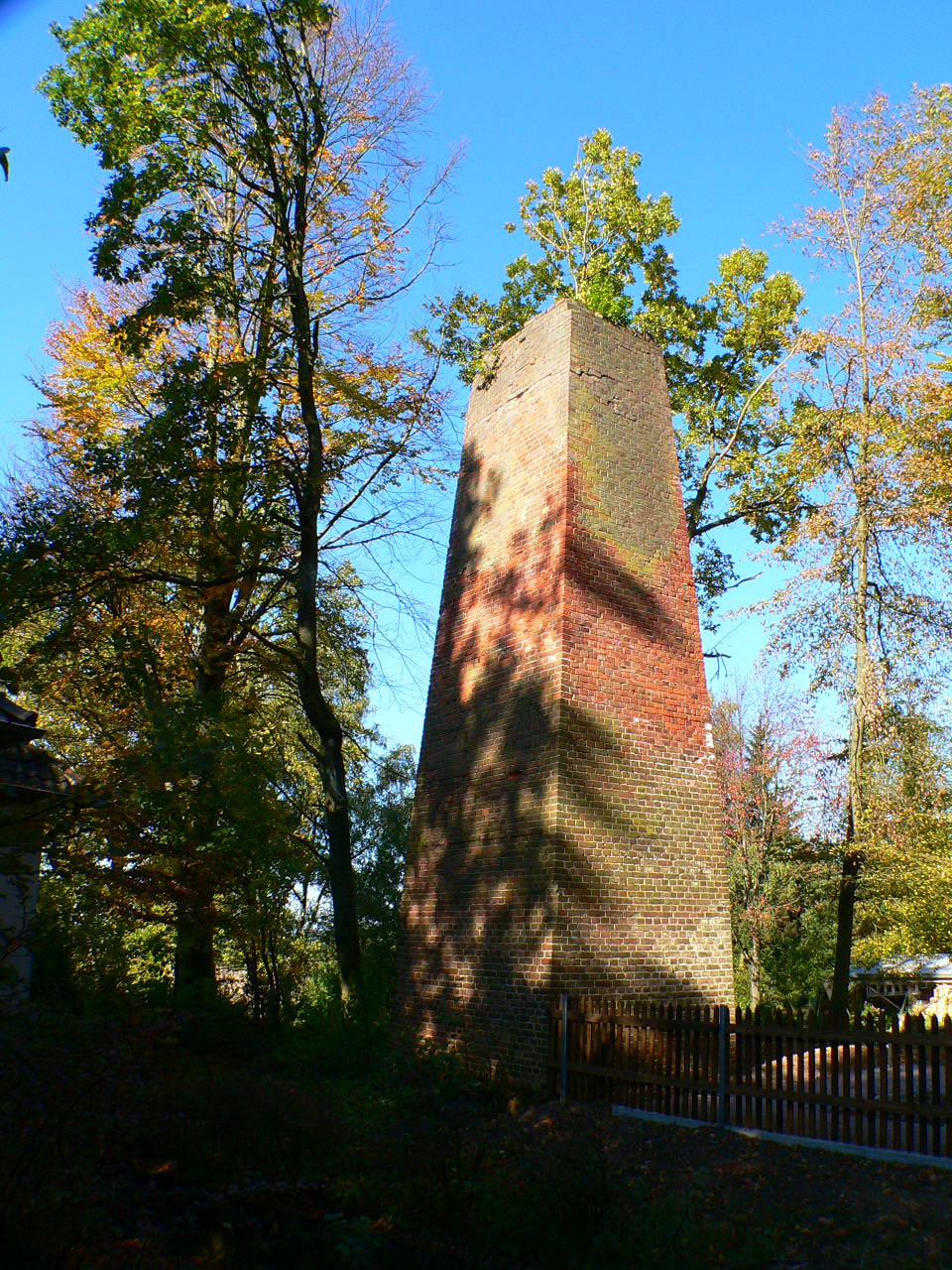
Pfeiler, ein Relikt des Braunkohle-Rüttelwerks

## Eco Pfad Kulturgeschichte Ahlberg–Mariendorf

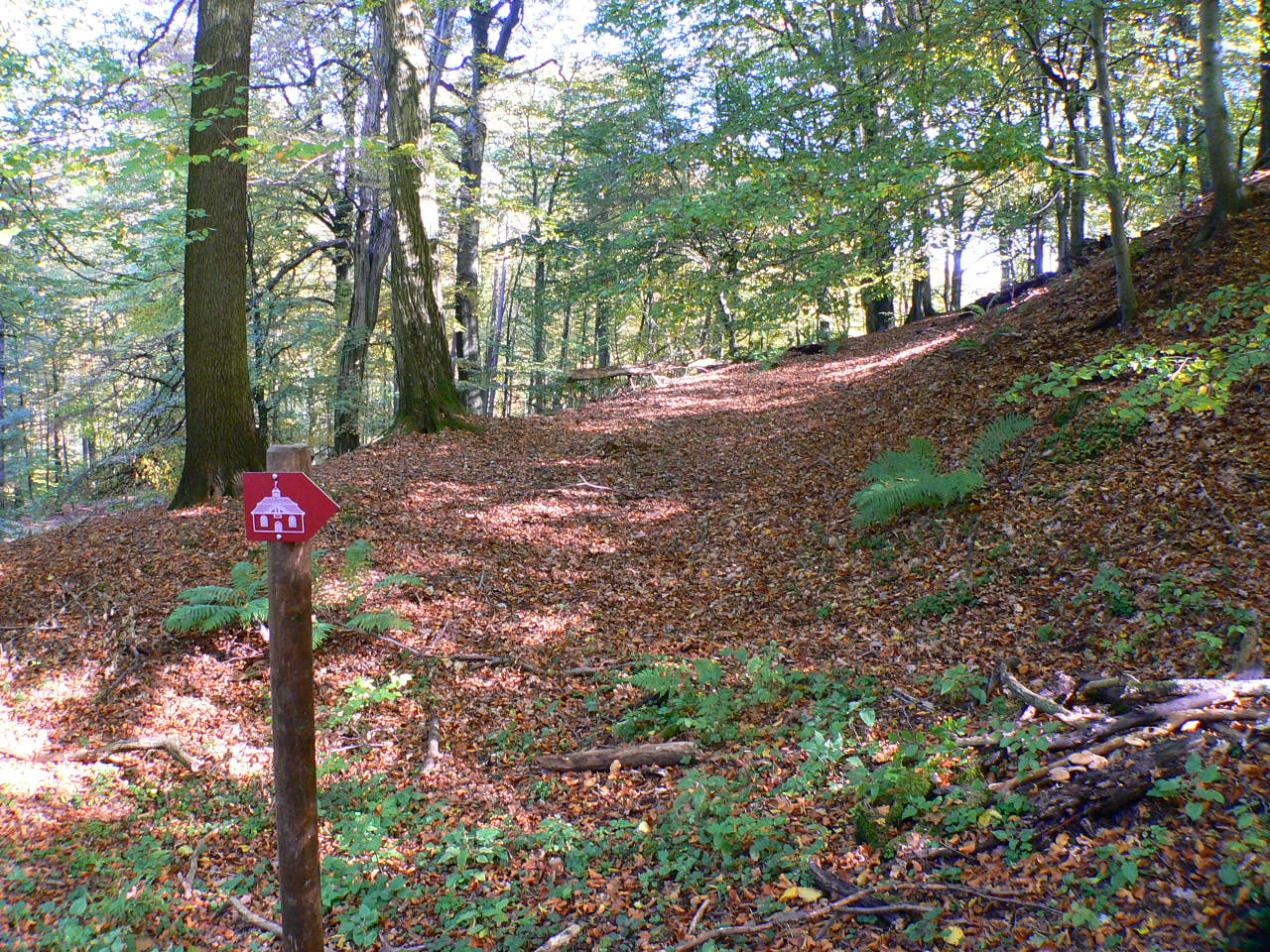
Eco Pfad Kulturgeschichte Ahlberg–Mariendorf am Ahlberg

Seit Herbst 2007 führt ein weiterer Rundweg des EcoMuseums Reinhardswald, der etwa 4,5 km lange Eco Pfad Kulturgeschichte Ahlberg–Mariendorf, als kulturgeschichtlicher Lehrpfad unter anderem über den Ahlberg, durch die ehemalige Bergarbeitersiedlung, durch Mariendorf und vorbei an der Wüstung Reinersen.
Am Eco Pfad sind mehreren Schautafeln Informationen zu geologischen und archäologischen Besonderheiten des Ahlbergs zu entnehmen. Der Weg ist beispielsweise von der Bushaltestelle Ahlberg aus erreichbar, durchgehend beschildert und, wenn auch die An- und Abstiege am Ahlberg steil sind, bei trockener Witterung gut begehbar.